# Pardalot tacat
El pardalot tacat (Pardalotus punctatus) és una espècie d'ocell de la família dels pardalòtids (Pardalotidae) que habita boscos d'eucaliptus i garriga de l'est i sud d'Austràlia, al sud i sud-oest d'Austràlia Occidental, est de Queensland, est i sud-oest de Nova Gal·les del Sud, nord-oest, est i sud de Victòria, sud i sud-est d'Austràlia Meridional i Tasmània.